# Reiterswiesener Höhe-Häuserlohwäldchen
Das aus zwei Teilflächen bestehende Naturschutzgebiet Reiterswiesener Höhe-Häuserlohwäldchen liegt auf dem Gebiet des unterfränkischen Landkreises Bad Kissingen östlich von Reiterswiesen, einem Stadtteil von Bad Kissingen.
Südlich und südwestlich verläuft die KG 8, westlich die B 286 und östlich St 2245. Nordöstlich erstreckt sich das 27,01 ha große Naturschutzgebiet Naturwaldreservat Dachsbau und östlich das 2,33 ha große Naturschutzgebiet Grundwiese (Hornwiese).

## Bedeutung
Das 405,59 ha große Gebiet mit der Nr. NSG-00571.01 wurde im Jahr 2000  unter Naturschutz gestellt.